# 死人平原
死人平原（英文：Dead Man's Flats），或音譯為迭德曼斯福萊特，為一個位於加拿大亞伯達省西側洛磯山脈大角第八號市轄區的一個庄。加拿大統計局以特定區域（DPL）做統計時則稱為鳩鴿山，或音譯為皮準山。死人平原位於亞伯達洛磯地區加拿大橫貫公路艾伯塔省1號省道98號出口處，於坎莫爾鎮中心東南方7（4.3英里），卡加利西側約78（48英里）。

## 統計資料
據加拿大統計局2016年加拿大人口普查，死人平原比2011年加拿大人口普查人口變化 3.3%。土地面積為 1.07 平方公里（0.41 平方英里），人口密度為 116.8/ 2016 年平方公里（302.6/平方英里）。

## 資料來源
1. ↑   (PDF).   [2022-02-07]. （原始内容 (PDF)存档于2022-02-03）.
2. ↑  .   [2022-02-07]. （原始内容存档于2022-02-07）.